# Bellamya jucunda
Bellamya jucunda е вид охлюв от семейство Viviparidae. Видът е почти застрашен от изчезване.

## Разпространение и местообитание
Разпространен е в Кения, Танзания и Уганда.
Обитава сладководни басейни, заливи и реки.